# Архів Гназім

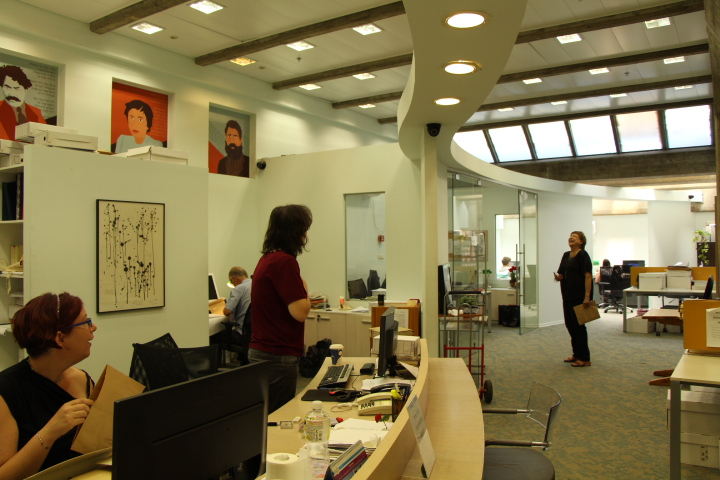
Навчальна аудиторія в Інституті Гназім

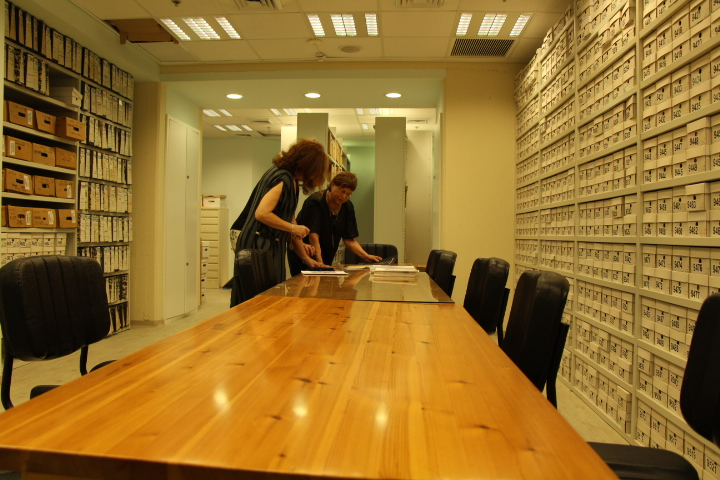
Сховище у Інституті Гназім

Архів Гназім Асоціації івритомовних письменників Ізраїлю (івр. מכון "גְּנָזִים) (засновано 1950) є найбільшим архівом івритської літератури у світі.
Архів засновано 1951 року Асоціацією івритомовних письменників Ізраїлю з ініціативи письменника й редактора Ашера Бараша. після його смерті інститут було названо на честь цього діяча.
Мета діяльності архіву — збирання і збереження творів івритомовних авторів, які жили й працювали в різних країнах світу та Ізраїлі. У ньому зберігаються рукописи, листи, особисті документи, фотографії, а також унікальна колекція звукозаписів. Крім того, у ньому зберігаються рукописи й листи письменників, які загибли під час Голокосту, зокрема Давида Фоґеля, Гіллеля Цейтліна і Шимона Дубнова. Крім того, у Архіві Гназім розміщено архіви відомих їдишомовних авторів, зокрема Цві Ейсенмана, Мордехая Цаніна і надзвичайно важливий особистий архів Давида Гофштейна, розстріляного 1952 за справою Єврейського антифашистського комітету.
Фондами архіву користуються дослідники, журналісти, літературні критики тощо з Ізраїлю й інших країн. 
У Гназім зберігаються більш ніж 750 архівних колекцій письменників, поетів, есеїстів і драматургів, які працювали з кінця ХІХ ст. дотепер. Серед них: Шауль Чернічовський, Йосеф Хаїм Бреннер, Єгуда Бурла, Лея Ґольдберґ, а також знані сучасні літератори, як-от Йона Валлах, Авот Єшурун, Єгуда Атлас та ін.

## Зовнішні посилання
- Офіційний вебсайт [Архівовано 6 травня 2018 у Wayback Machine.](іврит)
- Інформація про гназім на сайті Національної бібліотеки Ізраїлю [Архівовано 9 жовтня 2018 у Wayback Machine.](іврит)
- Gnazim at אז - Project Map of archives in Israel [Архівовано 14 грудня 2017 у Wayback Machine.](іврит)
- "Віденський роман" Давида Фоґеля, рецензія [Архівовано 21 грудня 2017 у Wayback Machine.] (англійська)
- принцеса Лея [Архівовано 14 грудня 2017 у Wayback Machine.]
- David Vogel's Lost Hebrew Novel, Viennese Romance (Загублений івритомовний роман Давида Фоґеля "Віденський роман") at jstor [Архівовано 27 травня 2019 у Wayback Machine.]